# 1973 en Alberta
Chronologie de l'Alberta
- 1969
- 1970
- 1971
- 1972
- 1973
- 1974
- 1975
- 1976
- 1977

Cette page concerne des événements qui se sont produits durant l'année 1973 dans la province canadienne de l'Alberta.

## Politique
- Premier ministre :  Peter Lougheed du parti Progressiste-conservateur
- Chef de l'Opposition : James Henderson puis Robert C. Clark
- Lieutenant-gouverneur :  J. W. Grant MacEwan.
- Législature :

## Naissances
- 3 janvier : Reid Simonton (né à Calgary), joueur professionnel canadien de hockey sur glace.
- 6 janvier : Scott Ferguson (né à Camrose), joueur professionnel canadien de hockey sur glace. Il évoluait au poste de défenseur[1].
- 30 janvier : Louis Dumont (né à Calgary), joueur professionnel canadien de hockey sur glace.
- 5 février : Richard Matvichuk (né à Edmonton), joueur professionnel de hockey sur glace.
- 7 février : Victor Howard Webster, acteur canadien né à Calgary.
- 11 février : Jamie M. Pushor (né à Lethbridge), joueur professionnel retraité canadien de hockey sur glace ayant évolué à la position de défenseur.
- 13 mai : Darcy Werenka (né à Edmonton), joueur professionnel canadien de hockey sur glace[2]. Il possède la nationalité autrichienne depuis 2008.  Il évolue au poste de défenseur[3].
- 15 juin : Dean McAmmond (né à Grande Cache), joueur professionnel de hockey sur glace.
- 31 août : Scott Niedermayer, né à Edmonton, joueur canadien de hockey sur glace professionnel de la Ligue nationale de hockey. Il est considéré comme l'un des meilleurs défenseurs de l'histoire moderne du hockey sur glace[4].
- 10 octobre : Jeff Shantz (né à Duchess), joueur professionnel canadien de hockey sur glace[5].
- 21 octobre : Ryan Bach (né à Sherwood Park), joueur professionnel de hockey sur glace[6],[7]. Il joue en tant que professionnel entre 1996 et 2004 au poste de gardien de but. Il devient en 2006 l'entraîneur des gardiens de sa dernière équipe professionnelle : les Eagles du Colorado de la Ligue centrale de hockey[8].
- 2 novembre : Jason Smith (né à Calgary ), joueur professionnel canadien de hockey sur glace devenu entraîneur. Il évoluait au poste de défenseur.
- 4 novembre : Steven Ogg, acteur canadien né à Calgary. Il est notamment l'interprète du rôle de Simon dans la série The Walking Dead ainsi que celui du psychopathe Trevor Philips dans le jeu vidéo Grand Theft Auto V.
- 10 novembre : Cale Hulse (né à Edmonton), joueur professionnel canadien de hockey sur glace. Il évoluait au poste de défenseur[9].

## Décès
- 2 mars : John Percy Page, lieutenant-gouverneur de l'Alberta.